# Edition Punctum Saliens
Edition Punctum Saliens ist ein in Steinhagen im Kreis Gütersloh ansässiger Fachverlag für Musik- und Kirchengeschichtsliteratur, welcher im Jahr 2006 in Nürtingen gegründet wurde. Er ist auf Veröffentlichungen von Musikliteratur mit inhaltlichem Bezug auf die Apostolischen Glaubensgemeinschaften spezialisiert, wie zum Beispiel der Neuapostolischen Kirche. Außerdem veröffentlicht er seit 2008 alle Fachbücher des Netzwerks Apostolische Geschichte.

## Geschichte
Nach der Gründung des Verlages im Jahre 2006 in Nürtingen, zog das Unternehmen im Jahr 2010 nach Steinhagen um, wo es heute seinen Sitz hat. Durch seine Spezialisierung auf Musikliteratur innerhalb der Apostolischen Glaubensgemeinschaften erlangte der Verlag anfangs mühsam Bekanntheit, dies verbesserte sich durch die Aufnahme mehrere Komponisten als Vertragspartner und die Veröffentlichung der Fachliteratur des Netzwerk Apostolische Geschichte. Heute ist der Verlag, insbesondere innerhalb der Neuapostolischen Kirche, etabliert und liefert Notenmaterialien an Musikbegeisterte und Chorleiter in den Gemeinden. In der Rubrik der Fachbücher für Kirchengeschichte der Apostolischen nimmt er eine Führungsrolle ein und ist unter Kirchenhistorikern und Geschichtsinteressierten bekannt.

## Verlagsprofil

### Musikliteratur
Der Großteil der Vertriebsprodukte stützt sich auf Notenmaterialien für Vokal- und Instrumentalmusik sowie Kirchenmusik und sonstige Musikliteratur. Bekannte Komponisten, die ihre Werke bei Edition Punctum Saliens veröffentlichen, sind unter anderem Holger Hantke, Kurt Hessenberg, Ernst Ludwig Leitner, Günter Sopper, Gerhard Kaufmann, David De Sotti, Roland Schlerf, Christion Glowatzki, Klaus Michael Fruth, Alexander Därr und Dietmar Korthals.

### Fachliteratur zur Kirchengeschichte
Seit 2008 werden alle Tagungsbände des Netzwerk Apostolische Geschichte e.V. beim Verlag herausgegeben und vertrieben. Ebenso weitere Fachbücher zur Geschichte der Apostolischen Glaubensgemeinschaften in deutscher und englischer Sprache.

### Bedeutende Veröffentlichungen

#### Kleine Geschichte der Neuapostolischen Kirche
Anlässlich des Internationalen Kirchentages der Neuapostolischen Kirche im Jahr 2014 veröffentlichte der Verlag zum Ende 2013 ein von Dominik Schmolz erstelltes Buch zur Geschichte der Neuapostolischen Kirche. Es war und ist das einzige zusammenhängende und nicht von der Kirche selbst in Auftrag gegebene Buch zur Geschichte der Glaubensgemeinschaft. Es zeigt damit erstmals auch bisher unveröffentlichte und gemiedene geschichtliche Darstellungen auf. Die Evangelische Zentralstelle für Weltanschauungsfragen hob die besondere Bedeutung dieser Veröffentlichung hervor.

#### 99 leichte Sätze zum Neuapostolischen Gesangbuch
Zur Einführung des neuen deutschen Gesangbuches in der Neuapostolischen Kirche veröffentlichte der Verlag ein von Andreas Ostheimer erstellte Sammlung von 99 Orgelsätzen zum Neuapostolischen Gesangbuch. Wegen der Veröffentlichung kam es zu Kritik von der Neuapostolischen Kirche und deren hauseigenem Verlag Friedrich Bischoff, da sich die Neuapostolische Kirche selbst vorbehalten wollte, Notensätze oder deren Variationen herauszugeben. Dennoch wurde dieses Produkt zur umsatzstärksten Veröffentlichung des Verlags.

#### Ende und Anfang
Das Oratorium Ende und Anfang von Gerhard Kaufmann, ein Werk über das Leben des Dietrich Bonhoeffer, ist eine der bekanntesten Musikliteratur des Edition Punctum Saliens. Komponist Kaufmann schuf das als Bonhoeffer-Oratorium betitelte Stück im Jahr 2006. Die Uraufführung des Stücks fand in der Stiftskirche Tübingen statt.